# Розенштейн-Родан, Пауль
Пауль Нарцис Розенштейн-Родан (пол. Paul Narcyz Rosenstein-Rodan; 19.04.1902, Краков — 28.04.1985, Бостон) — австрийский экономист.

## Биография
Родился в Кракове 19 апреля 1902 года в семье Максимилиана и Анны Розенштейн-Родан, его младшая сестра Эрна Розенштейн (17.05.1913 — 10.11.2004) стала известной художницей.
Вырос в Лемберге. Учился в Венском университете. Эмигрировал в Англию в 1930 году. Женился на Маргарите 30 декабря 1939 года.
Преподавал в Университетском колледже Лондона, Лондонской школе экономики, Массачусетском технологическом институте (1953—1968), Техасском и Бостонском университетах.
В период 1947—1953 года работал заместителем директора экономического департамента Всемирного банка.
С 1961 года являлся членом Американской академии искусств и наук, с 1962 года членом Института социальных исследований (Гаага), с 1967 года членом Академии Тиберина (Рим).

## Вклад в науку
П. Розенштейн-Родан впервые сформулировал теорию «большого толчка» в статье «Проблемы индустриализации Восточной и Юго-Восточной Европы» в 1943 году.

## Награды
За свои заслуги был неоднократно награждён:
- 1958 — Командор ордена «За заслуги перед Итальянской Республикой»
- 1967 — Командор ордена Освободителя Венесуэлы
- 1970 — Гранд офицер ордена Заслуг Республики Чили.